# Günter Lach

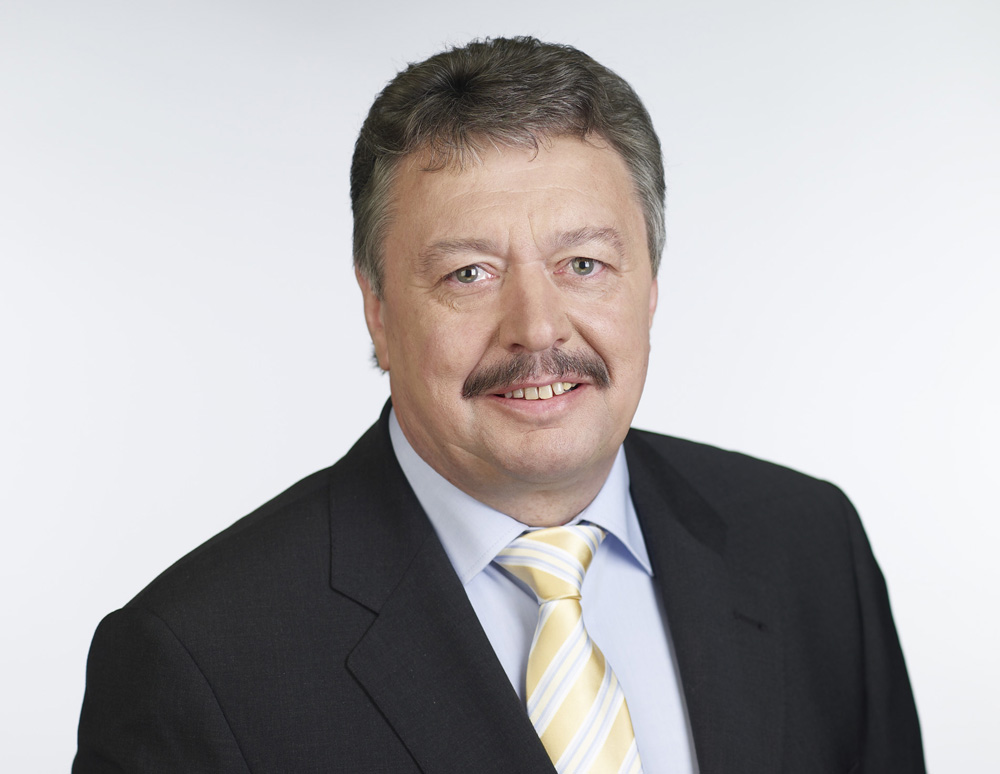
Günter Lach, 2009

Günter Lach (* 13. Juli 1954 in Vorsfelde, jetzt Wolfsburg; † 15. Dezember 2021 ebenda) war ein deutscher Politiker der CDU. Von 2009 bis 2017 war er Mitglied des Deutschen Bundestages.

## Ausbildung und Beruf
Nach dem Besuch der Volksschule absolvierte Lach ab 1970 im Volkswagen-Stammwerk in Wolfsburg eine Ausbildung zum Werkzeugmacher. Nach Fortbildungen zur Arbeitsorganisation und Arbeitsstudium war er ab 1980 als technischer Angestellter in der Kostenentwicklung und Produktionsplanung im Volkswagenwerk Wolfsburg bei der Volkswagen AG in Wolfsburg tätig. Zwei Jahre arbeitete er dort in der Fließbandfertigung.

## Politik
Lach gehörte seit 1994 der CDU an. Ab 1996 war er Mitglied im Ortsrat Vorsfelde und im Rat der Stadt Wolfsburg.
2001 wurde er Vorsitzender des Wolfsburger Rats-Ausschusses für Bürgerdienste, Umwelt und Feuerwehren. Von 2001 bis 2021 war Lach Ortsbürgermeister von Vorsfelde. Günter Lach war von 2002 bis 2009 Vorsitzender der CDU-Fraktion im Rat der Stadt Wolfsburg sowie von 2006 bis 2011 ehrenamtlicher Bürgermeister der Stadt Wolfsburg. Bei der Bundestagswahl am 27. September 2009 gewann Lach den Wahlkreis Helmstedt – Wolfsburg und war fortan Mitglied des Deutschen Bundestages. Ab 2009 gehörte er dem Bundestags-Innenausschuss an. Bei der Bundestagswahl am 22. September 2013 gewann er erneut seinen Wahlkreis. In der folgenden Legislaturperiode war er Mitglied des Ausschusses für Verkehr und digitale Infrastruktur. Bei der Bundestagswahl 2017 verlor er den Wahlkreis gegen Falko Mohrs (SPD) und konnte auch über die Landesliste nicht wieder ins Parlament einziehen.

## Sonstiges
Lach war ab 1978 Vorsitzender der Kyffhäuser-Kameradschaft Vorsfelde. Er engagierte sich darüber hinaus im Kyffhäuser-Kreisverband Helmstedt-Wolfsburg, dessen Vorsitz er seit 1986 innehatte.

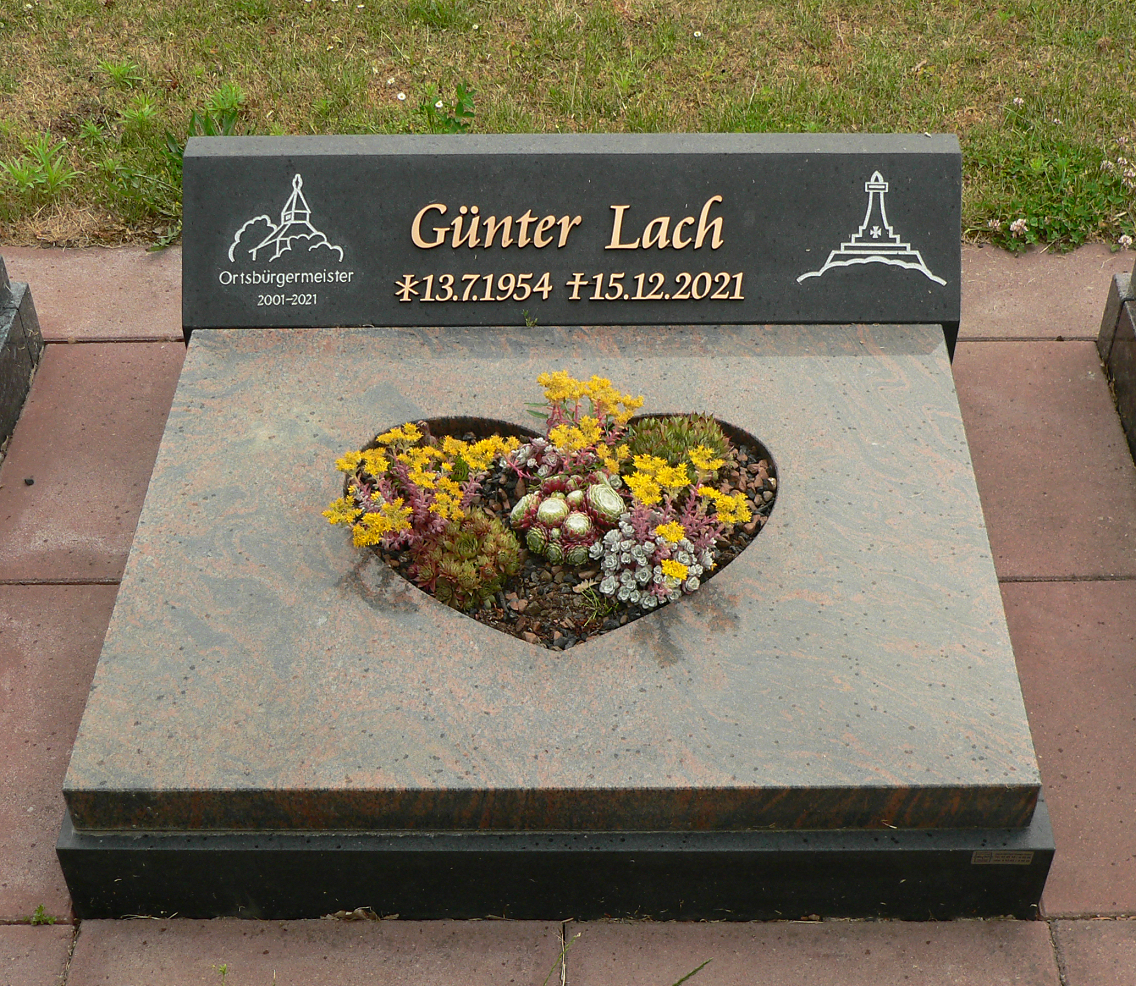
Grabstätte

Die Trauerfeier für Günter Lach fand am 20. Dezember 2021 in der St.-Petrus-Kirche in Vorsfelde statt. 2022 beschloss der Vorsfelder Ortsrat, Günter Lach posthum die Carl-Grete-Medaille zu verleihen. Sie wird jährlich einem Bürger verliehen, der sich um den Ort besonders verdient gemacht hat.